# Zuid-Nederlandse Kantfabriek

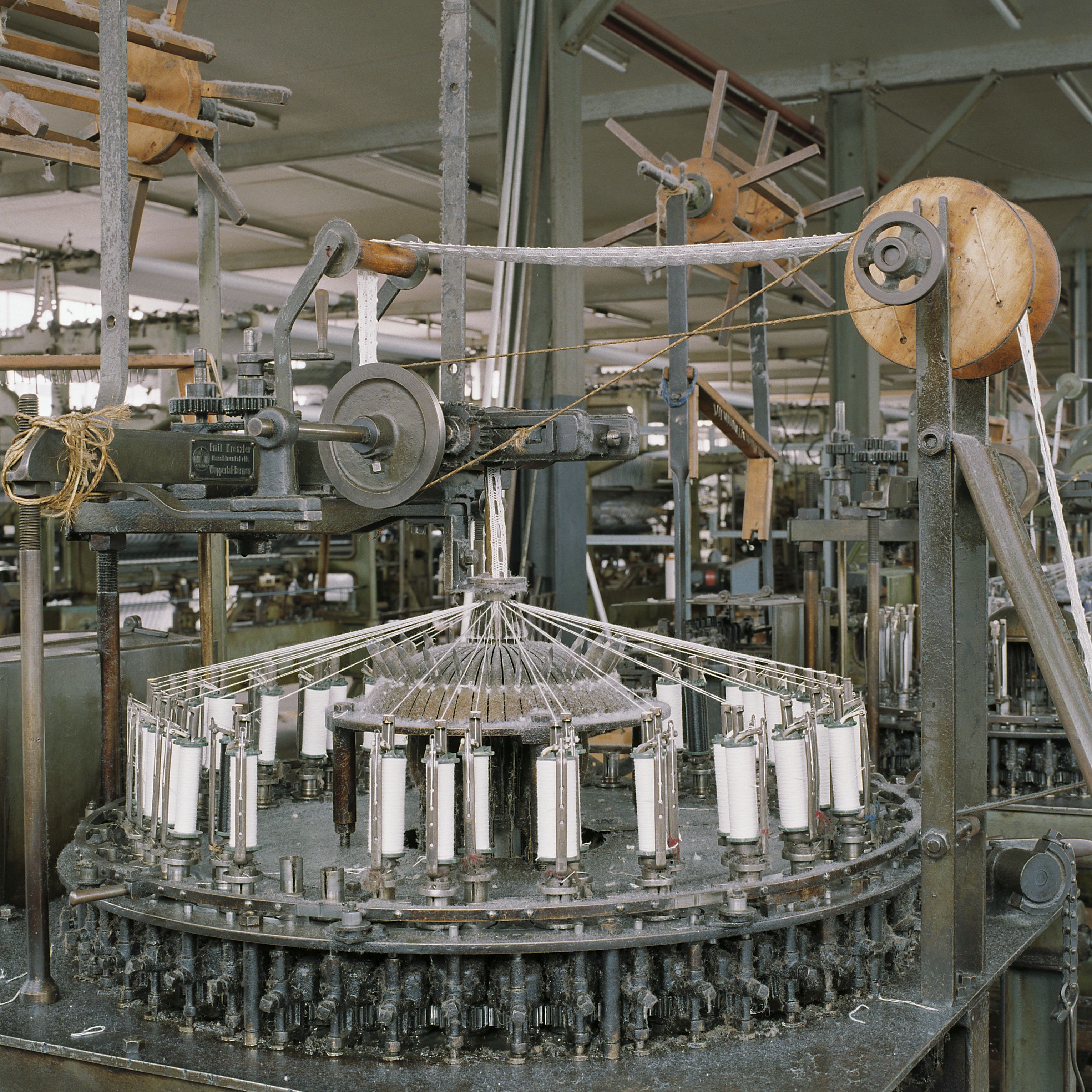
Een productiemachine voor kant

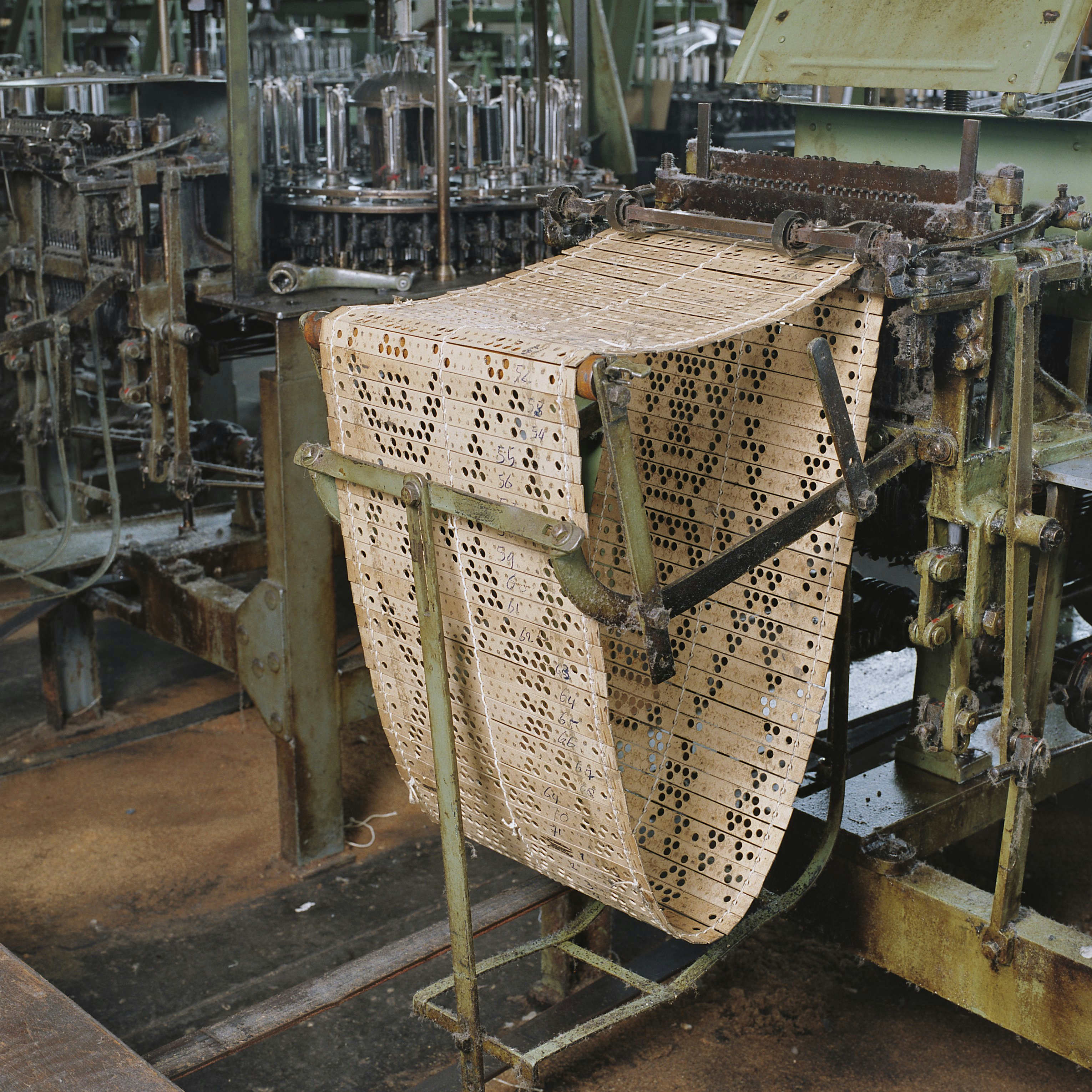
Jaquardmachine voor kant

Museum De Kantfabriek is gevestigd in de fabrieksgebouwen van de voormalige Zuid-Nederlandse Kantfabriek  gelegen aan de Americaanseweg 8 te Horst.

## Fabriek
De fabriek werd opgericht in 1928 en vestigde zich in 1940 op de huidige plaats. Ze heeft bestaan tot 2006 en vervaardigde kant. Daarna werd het ingericht als Museum de Kantfabriek.
Het gebouw werd ontworpen door H.P.J. Duijf in rationalistische stijl en toont het opschrift: Zuid Ned. Kantfabriek.

## Museum
Museum "De Kantfabriek" betreft een textielmuseum dat de voormalige textielnijverheid en de opkomst van de industrialisatie in Horst belicht. Men vindt er nog tal van werkende kantklosmachines van de voormalige kantfabriek, evenals vele andere onderdelen van de inventaris van deze fabriek. Verder is er de grootste textiel-bibliotheek van Nederland en een documentatiecentrum met betrekking tot textiel en textiele handwerken. Ook is er een documentatiecentrum betreffende genealogie en heemkunde.
Naast een vaste collectie bied Museum De Kantfabriek bijna constant wisselexposities aan. de exposities variëren van historisch - tot hedendaagse textielkunst. 
Tot de collectie behoort de unieke serie werkende kantklosmachies, delen van de inventaris van de diverse textielfabrieken in Horst en archeologische vondsten en een verzameling van 2500 vingerhoedjes. Daarnaast is er een uitgebreide verzameling artistieke kantwerken en andere textiele kunstwerken.